# Besançon Basket Comté Doubs (féminin)
Le Besançon Basket Comté Doubs est un club féminin français de basket-ball, évoluant en NF3 (4e division).  Le club a appartenu à l'élite du championnat de France durant les années 1960-1970, sous son nom d'origine de Vesontio Fémina, puis tout simplement Vesontio. Son pendant masculin, créé à la fin des années 1970 donnera naissance au Besançon Basket Comté Doubs. Le club, basé dans la ville de Besançon, quittera l'élite peu à peu, laissant place au club masculin.

## Historique
Le club est né en 1920 dans une version entièrement féminine. Il avait une vocation omnisports à son origine, permettant en plus du basket-ball de pratiquer l'athlétisme et la danse rythmique.

## Entraîneurs successifs
- Georges Petit
- Suzanne Viguier

## Joueuses célèbres ou marquantes
- Françoise Grandjean
- Florence Maire
- Élisabeth Riffiod
- Géraldine Robert
- Nicole Michaud
- Jeannette Quezel
- Danielle Coulot
- Maryse Bourriot
- Suzanne Viguier